# Micronomus norfolkensis
Mormopterus norfolkensis — вид кажанів родини молосових, ендемік Австралії. Знайдений в сухому евкаліптовому лісі і над кам'янистими річками в тропічних лісах і лісових зонах.